# Zygokonidium
Zygokonidium – zarodnik powstały przez zlanie się z sobą dwóch konidiów. Czasami zdarza się to, gdy powstają one równocześnie na sąsiadujących z sobą komórkach konidiotwórczych. Są to zarodniki bezpłciowe. Tworzy je np. grzyboniszczka korownicowa (Syzygospora pallida). Należy odróżnić je od zygospor, które są komórkami przetrwalnikowymi.